# Sergueï Ivanov (cyclisme)
Pour les articles homonymes, voir Sergueï Ivanov.

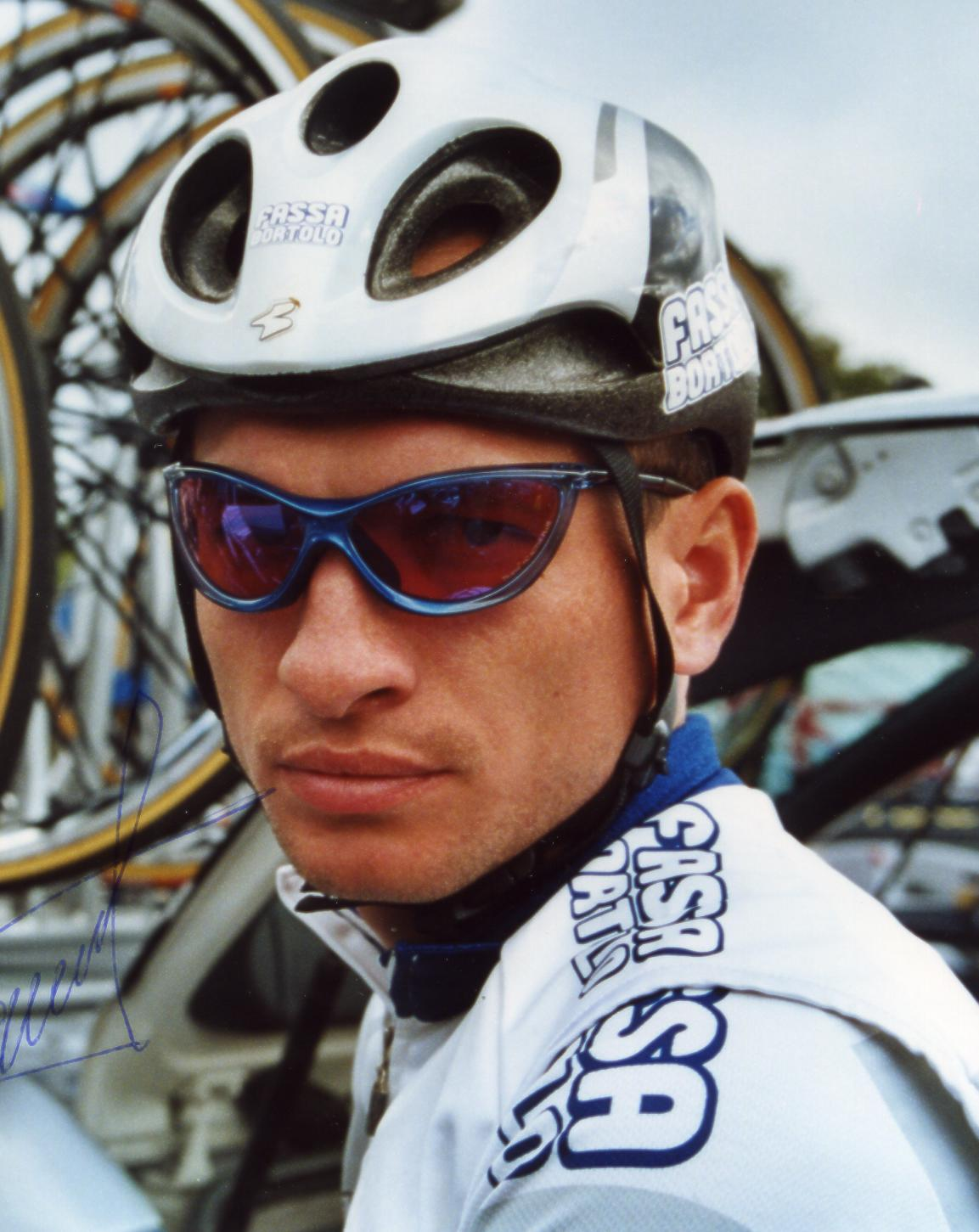
Sergueï Ivanov lors du Paris-Tours 2001

Sergueï Valerievitch Ivanov (en russe : Сергей Валерьевич Иванов), né le 5 mars 1975 à Tcheboksary, est un coureur cycliste russe. Professionnel depuis 1996, il met un terme à sa carrière à l'issue de la saison 2011.

## Biographie
En 2000, il s'impose en début de saison sur le Grand Prix E3 en solitaire après une attaque à 14 kilomètres de l'arrivée.
En 2013, Sergueï Ivanov devient directeur sportif au sein de l'équipe RusVelo.
Fin 2014, La Gazzetta dello Sport révèle qu'il fait partie des clients du controversé médecin italien Michele Ferrari.
En 2016, il devient entraîneur de l’équipe de Russie de cyclisme sur piste, en plus de son poste de directeur sportif au sein de l'équipe RusVelo.

## Palmarès
- 1994
  - 2e du Tour de Tarragone
- 1995
  - Tour de Hongrie
  - Tour de Navarre :
    - Classement général
    - 2e et 6e étapes

  - Tour de Tarragone :
    - Classement général
    - 1re, 3e, 4eb et 5e étapes

  -  Médaillé d'argent au championnat du monde sur route militaires
  - 2e du Circuit des Mines
- 1996
  - 5e et 10e étapes du Rapport Toer
  - 3e étape du Tour du Cap (contre-la-montre)
  - 1re, 4e et 9e étapes du Circuit des Mines
  - 5e et 10e étapes du Tour de l'Avenir
  - 2e et 5e étapes du Tour de Bulgarie
  - 2e du Circuit des Mines
  - 2e du Tour de l'Avenir
  - 3e du Tour du Cap
  - 3e du Tour d'Armorique
  - 3e de la Course de la Paix
  -  Médaillé de bronze du championnat d'Europe sur route espoirs
- 1997
  - 4e étape de Vienne-Rabenstein-Gresten-Vienne
- 1998
  -  Champion de Russie sur route
  - Puivelde Koerse
  - Bruxelles-Ingooigem
  - Course des raisins
  - Tour de Pologne :
    - Classement général
    - 5e et 8e étapes

  - 2e du Grand Prix du canton d'Argovie
- 1999
  -  Champion de Russie sur route
  - Course des raisins
  - 2e étape du Circuit de la Sarthe
  - 2e de la Côte picarde
  - 3e du Grand Prix de Plouay
- 2000
  -  Champion de Russie sur route
  - 6e et 7e étapes du Tour de Pologne
  - Grand Prix E3
  - 3e du Tour de Pologne
  - 3e des Trois Jours de La Panne
  - 5e de Milan-San Remo
- 2001
  - 9e étape du Tour de France
  - 6e étape du Tour de Suisse
  - 4e étape du Giro Riviera Ligure Ponente
  - 3e du Trophée Pantalica
- 2002
  - Trophée Luis Puig
  - 5e étape du Tour des Pays-Bas
  - 2e de l'Amstel Gold Race
  - 3e du Grand Prix de Francfort
- 2003
  - 5e étape du Tour de Luxembourg
  - 3e du Grand Prix du canton d'Argovie
  - 7e du Tour des Flandres
  - 9e de Milan-San Remo
  - 10e de Paris-Roubaix
- 2004
  - 8e de l'Amstel Gold Race
- 2005
  -  Champion de Russie sur route
  - 4e étape du Tour de Grande-Bretagne
  - 9e du Tour des Flandres
  - 10e de l'Eneco Tour
- 2006
  - 8e du Grand Prix de Plouay
  - 9e de la Flèche wallonne
  - 10e de l'Amstel Gold Race
- 2008
  -  Champion de Russie sur route
  - Tour de Wallonie
  - 3e du Tour de Belgique
  - 3e des Trois Jours de Flandre-Occidentale
  - 8e de l'Amstel Gold Race
- 2009
  -  Champion de Russie sur route
  - Amstel Gold Race
  - 1re étape du Tour de Belgique
  - 14e étape du Tour de France
  - 5e de Liège-Bastogne-Liège
  - 7e de la Classique de Saint-Sébastien[n 1]

## Résultats sur les grands tours

### Tour de France
Sept participations (non autorisé à prendre le départ au Tour de France 2000 : exclu à la suite d'un hématocrite supérieur à 50 %)
- 1998 : non-partant (19e étape)
- 2001 : abandon (12e étape), vainqueur de la 9e étape
- 2002 : 81e
- 2004 : 57e
- 2007 : exclusion de l'équipe Astana (16e étape)
- 2009 : 40e, vainqueur de la 14e étape
- 2010 : 109e

### Tour d'Italie
1 participation
- 1999 : abandon

### Tour d'Espagne
3 participations
- 1997 : 24e
- 1999 : abandon
- 2003 : 103e

## Classements mondiaux
| Année                  | 2005 | 2006 | 2007 | 2008 | 2009 |
| ---------------------- | ---- | ---- | ---- | ---- | ---- |
| Classement ProTour     | 134e | 125e |      | 77e  |      |
| Calendrier mondial UCI |      |      |      |      | 27e  |